# Lars Hansson
Lars Hansson, född 19 februari 1945 i Katarina församling i Stockholms stad, död 15 maj 2022 i Stockholms Katarina distrikt i Stockholms län, var en svensk skådespelare.

## Biografi
Hansson var helt och hållet självlärd som skådespelare, och började tidigt som tonåring med skådespelande vid Vår Teater vid Medborgarplatsen.  Via denna blev han uppmanad att provfilma hos SF för en roll i Vilgot Sjömans senare så kontroversiella ungdomsdrama 491. Han fick rollen som en av de sex ynglingarna i kollektivet av missanpassade tonåringar. Ingen av dem fick särskilt stor uppmärksamhet efter premiären, då insatserna från sextettens medlemmar helt överskuggades av andra aspekter av filmen. Han blev dock en av två från denna grupp av amatörer som sedan kom att fortsätta med skådespelandet, där den andra var Stig Törnblom. Han fortsatte i det något bohemiska ungdomsfacket i ett par Jan Halldoff-filmer, Livet är stenkul (1967) och Ola & Julia (1967) och gjorde 1967 teaterdebut på Lisebergsteatern i Göteborg i Gösta Bernhards produktion av En flicka i soppan. Han uppträdde sedan i samma pjäs på Lilla Teatern i Norrköping 1968–1969.
Åren 1969–1971 var han vid Pistolteatern i Stockholm och hamnade därefter 1971 vid Stockholms stadsteater där han samma år debuterade i Tjejsnack. Han hörde därefter till teaterns fasta ensemble, till stor del inom ramen för dess annexscen Unga Klara, och har medverkat i ett fyrtiotal uppsättningar. Ett par av dessa har sedan gjorts för tv som Kärleksföreställningen (1975) och Kennedys barn (1975), där han hade bärande roller i båda två. Tv-serien Moa, Östen och Stellan (1974), där han var Östen, var också en utveckling av en pjäs vid Unga Klara, Ge mig adressen 1972.
Han syntes relativt ofta på film och i tv, i regel i små men väl karaktäriserade biroller som ofta utmärks av ett slags butter men vänlig kärvhet vare sig det varit som långtradarchaufför i tv-serien Hästens öga (1987), popbandsmanager i barnserien Snörpingar (1994 och 1995) eller färjeinspektör i Skärgårdsdoktorn (1997).
År 1977 fick han Svenska Filmakademins Kurt Linder-stipendium. Lars Hansson är begravd på Katarina kyrkogård i Stockholm.

## Filmografi
- 1964 – 491
- 1967 – Livet är stenkul
- 1967 – Ola & Julia
- 1967 – Tofflan – en lycklig komedi
- 1967 – Jag är nyfiken – en film i gult
- 1968 – Kullamannen (TV-serie)
- 1969 – Porträtt av en stad
- 1972 – Smekmånad
- 1972 – Bröderna Malm (TV-serie)
- 1973 – Vem älskar Yngve Frej
- 1973 – Ebon Lundin
- 1973 – Håll alla dörrar öppna
- 1974 – Moa, Östen och Stella (TV-serie)
- 1975 – Skärseld
- 1975 – Kärleksföreställningen
- 1976 – De lyckligt lottade (TV-serie)
- 1977 – Ärliga blå ögon (TV-serie)
- 1978 – Kvinnoborgen
- 1981 – Göta kanal
- 1982 – Trollkarlens pojke (TV-serie)
- 1984 – Hägring
- 1984 – Sköna juveler
- 1984 – Pengarna gör mannen
- 1986 – Fläskfarmen
- 1986 – Bröderna Mozart
- 1986 – Kunglig toilette
- 1987 – Paganini från Saltängen (TV-serie)
- 1987 – Varuhuset (TV-serie)
- 1987 – Saxofonhallicken
- 1987 – Hästens öga (TV-serie)
- 1988 – Månguden
- 1989 – Hassel – Slavhandlarna
- 1990 – Rosenbaddarna (TV-serie)
- 1993 – Tala! Det är så mörkt
- 1993 – Snoken (TV-serie)
- 1994 – Bara du & jag
- 1994 – Läckan (TV-serie)
- 1995 – Jag heter Mitra
- 1996 – Passageraren
- 1996 – Bengbulan
- 1997 – Kenny Starfighter (TV-serie)
- 1997 – Skärgårdsdoktorn (TV-serie)
- 1998 – Beck – Monstret
- 2001 – Bekännelsen (TV-serie)
- 2001 – Besvärliga människor
- 2005 – Kocken
- 2005 – Lasermannen (TV-serie)

## Teater

### Roller (ej komplett)
| År   | Roll                         | Produktion | Regi          | Teater                 |
| ---- | ---------------------------- | --- | ------------- | ---------------------- |
| 1970 |                              | Tronföljaren Jan Gemvik | Jan Gemvik    | Pistolteatern          |
| 1971 | Medverkande                  | Tjejsnack Margareta Garpe och Suzanne Osten | Suzanne Osten | Stockholms stadsteater |
| 1972 | Bellman                      | Bellman, Blomman, Baby och Bruden Gösta Bredefeldt, Lars Hansson, Liselotte Nilsson, Suzanne Osten och Lena Söderblom                                  | Suzanne Osten | Stockholms stadsteater |
| 1973 | Medverkande                  | Kärleksföreställningen Suzanne Osten | Suzanne Osten | Stockholms stadsteater |
| 1974 | Lasse                        | Föräldrarna Gösta Bredefeldt, Rolf Björkholm, Lars Hansson, Annicka Kronberg, Kenneth Gustavsson, Jan Erik Lindqvist, Suzanne Osten och Lena Söderblom | Suzanne Osten | Stockholms stadsteater |
| 1974 | Medverkande                  | Siden, sammet, trasa, lump Britt Edwall, Lena Söderblom och Gösta Ekman                                                                                | Gösta Ekman   | Stockholms stadsteater |
| 1982 | Medverkande                  | Aniara Harry Martinson | Helge Skoog   | Stockholms stadsteater |
| 2006 | Skribentens första man Kurre | Jösses flickor – Återkomsten Margareta Garpe, Suzanne Osten och Malin Axelsson                                                                         | Maria Löfgren | Stockholms stadsteater |

## Radioteater

### Roller
| År   | Roll   | Produktion                     | Regi       |
| ---- | ------ | ------------------------------ | ---------- |
| 1995 | Déagol | Sagan om Ringen J.R.R. Tolkien | Tomas Blom |

## Priser och utmärkelser
- 1977 – Kurt Linders stipendium